# Böle, Norsjö kommun
Böle är en by i Norsjö kommun i norra Västerbotten. 
Byn ligger på 239 m ö.h. söder om sjön Kedträsket och ca 13 km nordväst om Norsjö samhälle, nära länsväg 370.

## Historia
Byn grundades 1856 av Nils Stefansson från Tjärnberg, Norsjö . 
Här startade SSC Trätrappor 1923 sin verksamhet under namnet Böle Snickerifabrik .